# Archeometria
L'archeometria (misura ciò ch'è antico) si occupa dello studio scientifico con analisi di laboratorio dei materiali di cui i beni di interesse storico, archeologico, artistico e architettonico sono costituiti e dei contesti naturali in cui tali beni si sono ritrovati nel tempo.
Gli studi archeometrici permettono di indagare una vasta gamma di materiali: lapidei, ceramica, vetro, metalli, materiali pittorici (compresi pigmenti, coloranti e leganti), e materiali organici. Da questi è possibile estrarre molte informazioni necessarie per una più completa lettura storica e archeologica dell'oggetto o del monumento sia nei suoi aspetti tecnologici e materiali sia in rapporto al contesto di rinvenimento, anche al fine di migliorarne la conservazione e progettarne il restauro.

## Tecniche di indagine

### Campionamento
L'analisi archeometrica deve sottostare a parametri di accuratezza, deve fornire cioè risultati esatti, precisione, ossia le misure devono poter essere replicate correttamente, e sensibilità, in quanto deve essere in grado di misurare quantità basse o molto basse di sostanze presenti nel campione; a quest'ultimo parametro si lega il concetto di distruttività, che implica la necessità o meno di prelevare dei campioni dal materiale oggetto di studio.
Dal punto di vista fisico e chimico sono considerate non distruttive sia le tecniche che possono essere utilizzate direttamente sul reperto, sia quelle che prevedono il prelievo di un campione dall'oggetto, ma che lo lasciano integro e disponibile per successive analisi. Dal punto di vista dell'archeologo, del restauratore e dello storico dell'arte, invece, non distruttive sono le tecniche che non richiedono il prelievo di un campione. In quest'ottica si preferisce definire come paradistruttive quelle tecniche che prevedono il prelievo di un campione pur mantenendolo integro, e microdistruttive le tecniche distruttive dal punto di vista analitico ma che prevedono l'utilizzo di una quantità minima di campione invisibile ad occhio nudo.
L'utilizzo di una tecnica completamente non distruttiva, non prevede quindi il prelievo di un campione; si distinguono due tipi di campionamento:
- campione rappresentativo: il campione è costituito da una porzione di materiale la cui composizione rispecchia completamente quella dell'insieme da cui è stata estratta;
- campione selettivo: il campione è composto da porzioni definite che non rispecchiano la composizione dell'insieme (es. inclusi quarzosi in impasto ceramico, singoli pigmenti in un affresco).

### Tecniche analitiche
Le tecniche maggiormente impiegate possono essere suddivise in quattro gruppi principali:
Tecniche di analisi elementare
- Spettroscopia atomica
- Spettroscopia XRF
- INAA:Instrumental Neutron Activation Analysis

Tecniche di analisi molecolare
- Spettroscopia Raman
- Spettroscopia infrarossa
- Spettroscopia XRD

Tecniche cromatografiche
- HPLC
- GC

Tecniche superficiali
- SEM-EDX
- PIXE
- Ablazione laser

## Campi di indagine

### Datazione di reperti
La datazione dei reperti archeologici avviene generalmente attraverso la misura della concentrazione di isotopi radioattivi o di prodotti in decadimento in relazione al tempo: sono i casi della datazione al radiocarbonio, in cui il tempo di dimezzamento dell'isotopo radioattivo Carbonio-14 è di 5730 anni, o della datazione Potassio-Argon, utilizzata per la datazione delle rocce.
Una tecnica utilizzata soprattutto nella datazione della ceramica è la termoluminescenza, che si basa sulla stima degli elettroni perduti ed accumulatesi nella struttura cristallina del materiale.
Per la datazione di reperti organici si fa ricorso alla tecnica di racemizzazione degli amminoacidi, che permette di fornire datazioni per un arco di tempo molto maggiore della datazione al radiocarbonio.

### Studi di provenienza
L'analisi dei materiali e dei microelementi in essi contenuti possono consentire di stabilire la provenienza geografica del reperto; a tal fine è però necessario possedere dei campioni di riferimento di provenienza nota e conoscere le possibili sorgenti di materiale.

### Informazioni tecnologiche
Analisi archeometriche possono essere applicate per approfondire gli aspetti tecnologici dell'oggetto studiato, rispondendo a domande riguardanti il procedimento produttivo adottato, dalla scelta delle materie prime all'eventuale aggiunta di degrassanti negli impasti ceramici (e loro qualità e quantità in rapporto alle caratteristiche del prodotto finito), al tipo di lavorazione, di cottura, di trattamento del prodotto semifinito, eccetera.

### Conservazione e restauro
L'archeometria risulta spesso indispensabile nel campo del restauro, in quanto permette di analizzare i processi di degrado dei materiali, quali incrostazioni ed efflorescenze, gli effetti delle piogge acide (principale trasformazione è quella del carbonato di calcio che muta in solfato di calcio), il degrado dei pigmenti e dei coloranti. È inoltre possibile effettuare analisi approfondite degli affreschi che forniscono indicazioni su quali siano i materiali più idonei da adoperare in fase di restauro.

### Altre informazioni
I campi di indagine dell'archeometria possono fornire, oltre alle informazioni sugli oggetti analizzati, indicazioni più ampie sull'ambiente e sulla cultura che li ha adoperati: l'analisi dei residui alimentari rinvenuti nei contenitori, ad esempio, può darci informazioni sulle abitudini alimentari e sui metodi di cottura dei cibi.

Un altro campo di indagine è quello dell'autenticazione dei reperti metallici.